# Tangerine (Vixen)
| Recensione | Giudizio |
| ---------- | -------- |
| AllMusic   |          |

Tangerine è il terzo album in studio del gruppo musicale statunitense Vixen, pubblicato nel maggio 1998 dalla CMC International.
Questo è l'unico album per Gina Stile come chitarrista dei Vixen e l'ultimo album in studio per Janet Gardner come cantante del gruppo a causa delle loro rispettive partenze a marzo 2017 e gennaio 2019.

## Tracce
Testi e musiche di Janet Gardner e Gina Stile.
1. Page – 4:36
2. Tangerine – 4:32
3. Never Say Never – 3:39
4. Peace – 4:59
5. Barely Breathin' – 4:13
6. Bleed – 4:00
7. Stay – 5:35
8. Shut Up – 4:05
9. Machine – 3:43
10. Air Balloon – 3:53
11. Can't Control Myself – 4:35 – contiene anche la traccia fantasma Swatting Flies in Wanker County (2:00) (Stile)

## Formazione
Vixen
- Janet Gardner – voce, chitarra ritmica
- Gina Stile – chitarra solista, cori
- Roxy Petrucci – batteria, cori

Altri musicisti
- Mike Pisculli – basso

Produzione
- Andy Katz, Phil Magnotti – ingegneria del suono, missaggio
- Darrin Schneider – ingegneria del suono
- Ed Stasium – missaggio
- Greg Calbi – mastering presso il Masterdisk, New York